# Chen Gui
En aquest nom xinès, el cognom és Chen.
Chen Gui   (Lianshui County, valor desconegut) va ser un polític xinès, servint sota el senyor de la guerra Lü Bu xinès que va viure al final de la dinastia Han oriental de la Xina. La lleialtat de Chen Gui el va portar a conspirar amb Cao Cao i a trair a Lü Bu. Ell i el seu fill Chen Deng llavors van manipular a Lü Bu, contribuint a la victòria de Liu Bei i Cao Cao.